# Frodesley
Frodesley – wieś w Anglii, w hrabstwie Shropshire. Leży 13 km na południe od miasta Shrewsbury i 215 km na północny zachód od Londynu.